# Pawel Abbott
Paweł Tadeusz Howard Abbott (sinh ngày 5 tháng 5 năm 1982) là một cầu thủ bóng đá chuyên nghiệp thi đấu ở vị trí tiền đạo.

## Sự nghiệp cấp câu lạc bộ

### Đầu sự nghiệp
Abbott chào đời tại York, Bắc Yorkshire có mẹ là người Ba Lan và cha là người Anh. Anh là em út trong hai người con. Anh lần dầu chơi bóng cho Beagle Boys tại York trước khi đội đổi tên thành York RI. Anh có cơ hội đầu quân cho Doncaster Rovers nhưng đã từ chối lời đề nghị và chuyển đến Ba Lan, nơi anh thi đấu cho đội trẻ của ŁKS Łódź, rồi chuyển đến Anh để gia nhập Preston North End năm 19 tuổi. Tại Preston anh có quãng thời gian không mấy thành công với chỉ 25 lần ra sân trong 3 năm và có hai lần bị cho mượn tới Bury.

### Huddersfield Town
Đầu năm 2004, Abbott được Huddersfield Town ký hợp đồng cho mượn nhằm trám vị trí của Jon Stead – cầu thủ vừa bị bán cho Blackburn Rovers của giải Ngoại hạng Anh. Anh ghi bàn trong trận ra mắt sau khi vào sân từ ghế dự bị trước Bristol Rovers, sau đó tiếp tục lập công 4 lần nữa trong 6 trận đá cho mượn nữa. Kết quả là anh được mua đứt với mức phí 125.000 bảng Anh. Anh chỉ ghi được một bàn mùa bóng đó, nhưng ở mùa 2004/05 anh đã trở thành tiền đạo đầu tiên của Town trong 6 năm cán mốc hơn 20 bàn sau 27 lần ra sân ở tất cả các đấu trường.

## Thống kê sự nghiệp
Tính đến trận đấu vào ngày 19 tháng 7 năm 2017.
| Câu lạc bộ               | Mùa                 | VĐQG                | VĐQG    | VĐQG      | Cúp quốc gia | Cúp quốc gia | Cúp liên đoàn | Cúp liên đoàn | Khác    | Khác      | Tổng cộng | Tổng cộng |
| Câu lạc bộ               | Mùa                 | Hạng đấu            | Số trận | Bàn thắng | Số trận      | Bàn thắng    | Số trận       | Bàn thắng     | Số trận | Bàn thắng | Số trận   | Bàn thắng |
| ------------------------ | ------------------- | ------------------- | ------- | --------- | ------------ | ------------ | ------------- | ------------- | ------- | --------- | --------- | --------- |
| ŁKS Łódź                 | 1999–2000           | Ekstraklasa         | 8       | 0         | 1            | 1            | 2             | 0             | —       | —         | 11        | 1         |
| ŁKS Łódź                 | 2000–01             | II liga             | 0       | 0         | 1            | 0            | 0             | 0             | —       | —         | 1         | 0         |
| ŁKS Łódź                 | Tổng cộng           | Tổng cộng           | 8       | 0         | 2            | 1            | 2             | 0             | —       | —         | 12        | 1         |
| Preston North End        | 2000–01             | First Division      | 0       | 0         | 0            | 0            | 0             | 0             | 0       | 0         | 0         | 0         |
| Preston North End        | 2002–03             | First Division      | 16      | 3         | 1            | 0            | 0             | 0             | —       | —         | 17        | 3         |
| Preston North End        | 2003–04             | First Division      | 9       | 2         | 3            | 0            | 1             | 0             | —       | —         | 13        | 2         |
| Preston North End        | Tổng cộng           | Tổng cộng           | 25      | 5         | 4            | 0            | 1             | 0             | 0       | 0         | 30        | 5         |
| Bury (mượn)              | 2002–03             | Third Division      | 17      | 6         | 0            | 0            | 2             | 0             | 1       | 0         | 20        | 6         |
| Huddersfield Town (mượn) | 2003–04             | Third Division      | 6       | 4         | 0            | 0            | 0             | 0             | 0       | 0         | 6         | 4         |
| Huddersfield Town        | 2003–04             | Third Division      | 7       | 1         | 0            | 0            | 0             | 0             | 2       | 0         | 9         | 1         |
| Huddersfield Town        | 2004–05             | League One          | 44      | 26        | 1            | 1            | 1             | 0             | 1       | 0         | 47        | 27        |
| Huddersfield Town        | 2005–06             | League One          | 36      | 12        | 3            | 0            | 2             | 2             | 3       | 0         | 44        | 14        |
| Huddersfield Town        | 2006–07             | League One          | 18      | 5         | 0            | 0            | 1             | 0             | 1       | 0         | 20        | 5         |
| Huddersfield Town        | Tổng cộng           | Tổng cộng           | 111     | 48        | 4            | 1            | 4             | 2             | 7       | 0         | 126       | 51        |
| Swansea City             | 2006–07             | League One          | 18      | 1         | 1            | 0            | 0             | 0             | 0       | 0         | 19        | 1         |
| Darlington               | 2007–08             | League Two          | 24      | 9         | 2            | 0            | 1             | 0             | 0       | 0         | 27        | 9         |
| Darlington               | 2008–09             | League Two          | 18      | 8         | 0            | 0            | 0             | 0             | 0       | 0         | 18        | 8         |
| Darlington               | Tổng cộng           | Tổng cộng           | 42      | 17        | 2            | 0            | 1             | 0             | 0       | 0         | 45        | 17        |
| Oldham Athletic          | 2009–10             | League One          | 39      | 13        | 0            | 0            | 1             | 0             | 1       | 0         | 41        | 13        |
| Charlton Athletic        | 2010–11             | League One          | 17      | 1         | 3            | 0            | 1             | 2             | 4       | 1         | 25        | 4         |
| Ruch Chorzów             | 2010–11             | Ekstraklasa         | 7       | 0         | 1            | 0            | —             | —             | —       | —         | 8         | 0         |
| Ruch Chorzów             | 2011–12             | Ekstraklasa         | 29      | 6         | 7            | 3            | —             | —             | —       | —         | 36        | 9         |
| Ruch Chorzów             | Tổng cộng           | Tổng cộng           | 36      | 6         | 8            | 3            | —             | —             | —       | —         | 44        | 9         |
| Zawisza Bydgoszcz        | 2012–13             | I liga              | 27      | 15        | 2            | 0            | —             | —             | —       | —         | 29        | 15        |
| Zawisza Bydgoszcz        | 2013–14             | Ekstraklasa         | 4       | 0         | 1            | 1            | —             | —             | —       | —         | 5         | 1         |
| Zawisza Bydgoszcz        | Tổng cộng           | Tổng cộng           | 31      | 15        | 3            | 1            | —             | —             | —       | —         | 34        | 16        |
| Arka Gdynia              | 2014–15             | I liga              | 15      | 2         | 1            | 0            | —             | —             | —       | —         | 16        | 2         |
| Arka Gdynia              | 2015–16             | I liga              | 25      | 12        | 2            | 0            | —             | —             | —       | —         | 27        | 12        |
| Arka Gdynia              | 2016–17             | Ekstraklasa         | 11      | 0         | 3            | 2            | —             | —             | —       | —         | 14        | 2         |
| Arka Gdynia              | Tổng cộng           | Tổng cộng           | 51      | 14        | 5            | 2            | —             | —             | —       | —         | 57        | 16        |
| Tổng cộng sự nghiệp      | Tổng cộng sự nghiệp | Tổng cộng sự nghiệp | 395     | 126       | 33           | 8            | 12            | 4             | 13      | 1         | ?         | ?         |

1. 1 2 3 4 5  Số trận ra sân tại Football League Trophy
2. ↑  Số trận ra sân tại các vòng play-off của Third Division
3. ↑  Một trận tại Football League Trophy, hai trận tại vòng play-off của League One

## Danh hiệu
Arka Gdynia
- Cúp Ba Lan (1): 2016–17
- I liga (1): 2015–16

Zawisza Bydgoszcz
- Cúp Ba Lan (1): 2013–14
- I liga (1): 2012–13